# Tales of Arise
Tales of Arise (яп. テイルズ オブ アライズ Тэйрудзу обу Арайдзу) — японская ролевая игра, релиз которой состоялся 10 сентября 2021 года. Это семнадцатая часть основной серии Tales; её разработкой и издательством занималась компания Bandai Namco. Хотя изначально игра должна была выйти в 2020 году на платформах Windows, PlayStation 4 и Xbox One, релиз был отложен до следующего года ввиду пандемии COVID-19. Главными героями игры являются представители двух вымышленных миров Даны и Рены — мужчина по имени Алфен и девушка Шион.
Tales of Arise создана на движке Unreal Engine 4. В команду разработчиков вошли как специалисты, работавшие над предыдущими играми серии, так и новые сотрудники. Так, в числе создателей снова оказался арт-директор Минору Ивамото, который ранее работал над Tales of Zestiria и Tales of Berseria. Одной из главных целей разработчиков было вдохнуть в серию Tales новую жизнь.

## Описание
Как и предыдущие игры серии, Tales of Arise — это ролевой боевик, в котором используется боевая система Linear Motion. При этом, по словам разработчиков, в привычный игровой процесс был внесён ряд изменений, однако их сущность не раскрывается. Согласно информации от представителей компании, боевая система будет иметь достаточно сильный акцент на уклонении от атак и контрударах, как это было в игре Tales of Graces (2009), которую хвалили именно за этот компонент. В отличие от многих других предыдущих частей, в Tales of Arise не будет мультиплеера, так разработчики решили сфокусироваться на взаимодействиях между игровыми персонажами. Так, в Arise появится новый механизм «Boost Strike» (с англ. — «Усиленный удар»), позволяющий нескольким членам отряда применять совместную мощную атаку.
События Tales of Arise разворачиваются в вымышленной вселенной, которая разделена на два мира: средневековый мир Дана и технологически продвинутый Рена. Благодаря своим технологиям и продвинутой магии, Рена долгое время властвовала над Даной, забирая его ресурсы и угоняя жителей в рабство. Главными героями являются Алфен (представитель Даны) и Шион (девушка из Рены), которые путешествуют вместе.

## Разработка
Arise была официально анонсирована на выставке E3 2019, хотя информация о новой игре серии утекла в Интернет за несколько дней до этого события. Изначально планировалось, что игра выйдет в 2020 году на платформах Microsoft Windows, PlayStation 4 и Xbox One, однако релиз решено было перенести на 10 сентября 2021 года из-за пандемии COVID-19.
По словам продюсера Юсукэ Томидзавы, разработка Arise началась ещё до анонса расширенной версии Tales of Vesperia в 2018 году. Изначально игра создавалась под кодовым названием Arise, так как целью команды было проанализировать и улучшить формулу, которая используется во франшизе Tales долгие годы. Таким образом, название игры основано на кодовом имени проекта; оно не только отражает главную тему игры, но и характеризует намерения команды разработчиков. Хотя предыдущие игры серии использовали собственные движки, Arise создана с помощью Unreal Engine 4, что позволило значительно улучшить графическую составляющую. Модели персонажей и анимация движений также были улучшены: разработчики стремились к такому же уровню качества, что и в трёхмерных фильмах. Также, хотя предыдущая игра серии вышла на игровых консолях разных поколений (PlayStation 3 и PlayStation 4), Arise создавалась только для современных платформ. Томидзава заявил, что хотя команда в первую очередь учитывала международную аудиторию, Arise не пренебрегает и японскими фанатами.
Arise была создана Bandai Namco Studios. В команду вошли как ветераны, работавшие ещё над Tales of Phantasia, так и новые сотрудники, интересующиеся серией. Должность арт-директора и дизайнера персонажей вновь занял Минору Ивамото, который работал над Berseria и Tales of Zestiria. Впервые за всю историю франшизы один человек занял сразу обе должности: это было осознанное решение Bandai Namco, благодаря которому удалось унифицировать темы игры и художественный стиль. Дизайн игрового мира оказался более мрачным, чем предыдущие игры серии; это сделано не только для дальнейшей эволюции франшизы, но и для того, чтобы заинтересовать западный рынок. Несмотря на явный упор на трёхмерную графику, в Arise всё ещё будут двухмерные сценки в стиле аниме, которые присутствовали и в предыдущих частях. Над этими сценками вновь работала компания Ufotable. Саундтрек написал композитор Сакураба, Мотои.

## Оценки прессы и продажи
| Сводный рейтинг       | Сводный рейтинг                                              |
| Агрегатор             | Оценка                                                       |
| --------------------- | ------------------------------------------------------------ |
| Metacritic            | 86/100 (Windows) 79/100 (PS4) 87/100 (PS5) 84/100 (Series X) |
| OpenCritic            | 87/100                                                       |
| Иноязычные издания    |                                                              |
| Издание               | Оценка                                                       |
| Destructoid           | 8,5/10                                                       |
| Eurogamer             | Recommended                                                  |
| Famitsu               | 35/40                                                        |
| GameSpot              | 7/10                                                         |
| Push Sqare            | [ 24 ]                                                       |
| RPGFan                | 93/100                                                       |
| Русскоязычные издания |                                                              |
| Издание               | Оценка                                                       |
| 3DNews                | 9,0/10                                                       |
| Riot Pixels           | 65 %                                                         |
| StopGame.ru           | «Изумительно»                                                |
| «Игры Mail.ru»        | 9,0/10                                                       |
| «НИМ»                 | 7,7/10                                                       |
| Stratege              | 85/100                                                       |

| Русскоязычные издания | Русскоязычные издания |
| Издание               | Оценка                |
| --------------------- | --------------------- |
| StopGame.ru           | Проходняк             |

Игра получила в основном положительные отзывы прессы, оценка на сайте-агрегаторе OpenCritic составляет 87 баллов из 100 возможных на основании 89 рецензий.
Игра продалась более чем миллионным тиражом за первую неделю продаж, таким образом она стала самой быстро продаваемой игрой в серии.
В октябре 2021 года разработчики Bandai Namco Studios сообщили, что общий тираж Tales of Arise, включающий и цифровые поставки, превысил 1,5 млн копий.
В апреле 2022 года разработчики Bandai Namco Studios сообщили, что общий тираж Tales of Arise, включающий и цифровые поставки, превысил 2 млн копий.